# Chunk
Num modo de organização frame buffer chunk (também chunky ou packed pixel), os bits que definem cada pixel são agrupados juntos. Por exemplo, se existem 4 bits por pixel (16 cores), cada byte de frame buffer define dois pixels.